# 土肥金山

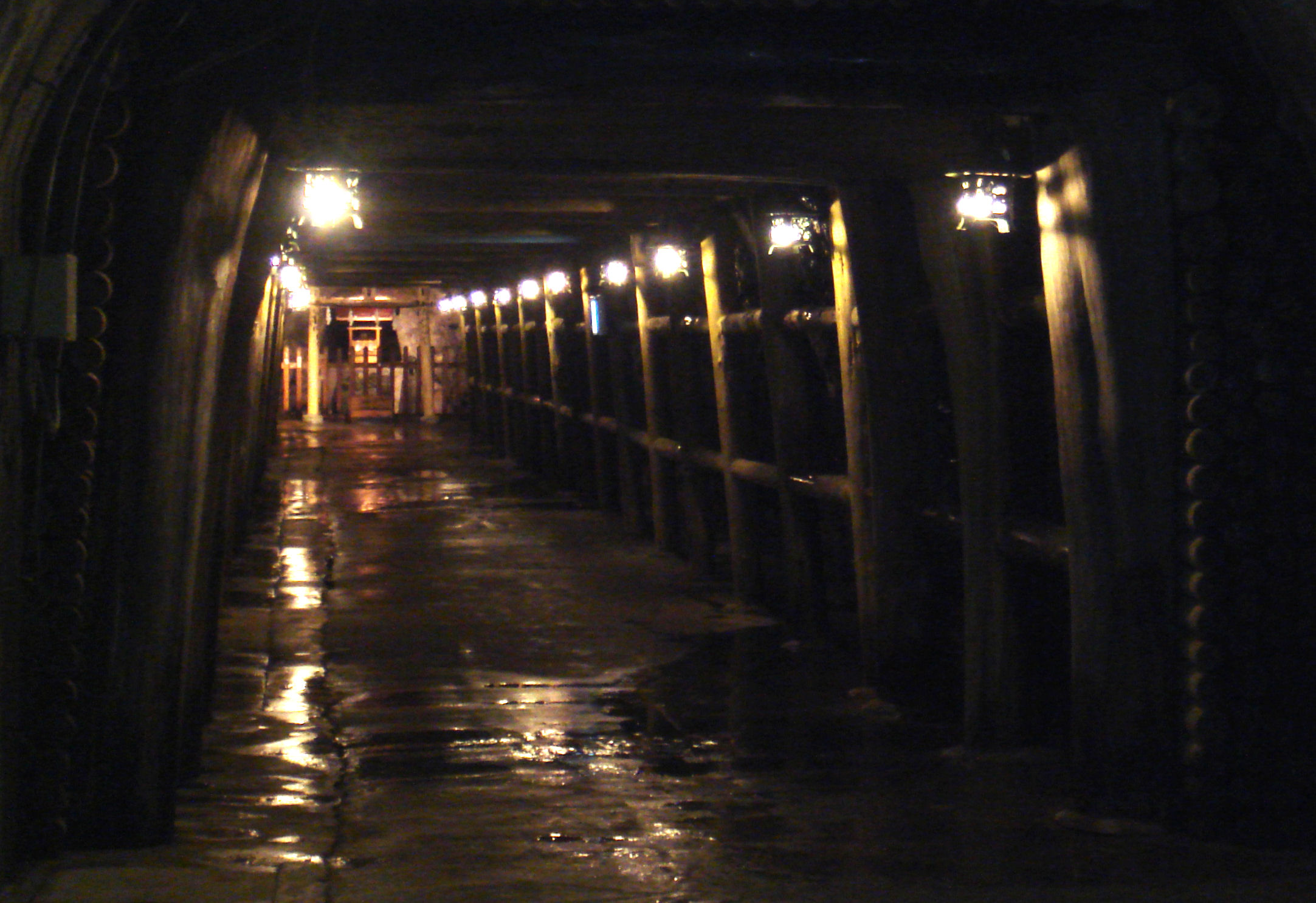
土肥金山の坑道

土肥金山（といきんざん）は、静岡県田方郡土肥町（現・伊豆市土肥）にあった鉱山。
金のほかに銀など他の鉱物も採掘されたことから、土肥鉱山（といこうざん）とも呼ばれる。江戸時代に第一期黄金時代を、明治時代から昭和初期に第二期黄金時代を迎え、佐渡金山に次ぐ生産量を有していた。1965年（昭和40年) に閉山となり、1972年（昭和47年）以後には観光坑道などを公開する同名の観光施設が整備されている。

## 歴史

### 伝承
南北朝時代の建徳・文中・天授年間（1370年～1381年）、足利幕府直轄の金山奉行が土肥を支配して金の採掘を行っていたとする説がある。

### 近世

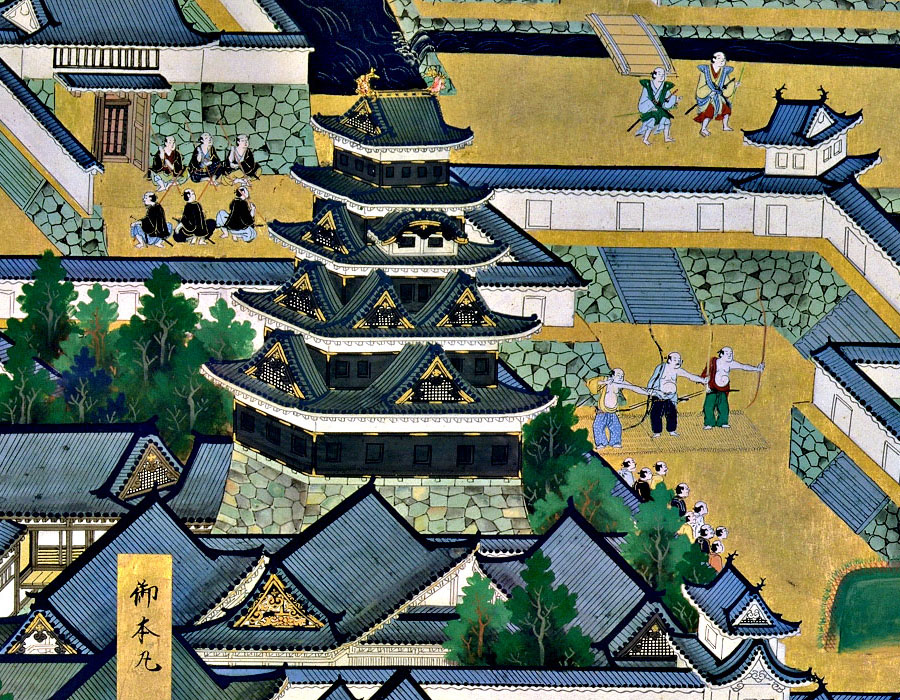
土肥金山が財政を支えた江戸幕府

天正5年（1577年）、北条氏の家臣である富永政直の手代・市川喜三郎が、土肥金山で本格的な採掘を開始したとされる。伊豆半島には金山や銀山が点在しており、総称して伊豆金山と呼ばれる。土肥金山のほかに、龕附天正金鉱、縄地鉱山、清越鉱山、持越鉱山、大仁鉱山、河津鉱山（蓮台寺金山）などがある。
天正18年（1590年）には豊臣秀吉の小田原征伐によって北条氏が滅亡し、伊豆半島の金山も荒廃した。同年には徳川家康が関東地方に移封され、伊豆半島が家康の知行となった。その後、家康は関ヶ原の戦いに勝利し、土肥金山を含めた伊豆半島の金山開発に力を注いだ。慶長6年（1601年）には彦坂元正が伊豆金山奉行を拝命したが、これといった功績は残していない。
慶長11年（1606年）江戸幕府の金山奉行である大久保長安は伊豆の金山奉行も兼務し、産出量を増加させるために新技術を導入したことで、土肥金山は「土肥千軒」とも呼ばれるほど隆盛を極めた。大久保長安は佐渡金山や石見銀山の復興にも尽力し、江戸幕府の財政基盤を支えた功労者とされる。土肥金山が特に栄えたのは慶長年間以後の約半世紀である。慶長18年（1613年）には市川助右衛門が伊豆金山奉行となったが、元和6年（1620年）に市川が死去すると土肥金山は衰退し、寛永2年（1625年）には休山となった。
貞享2年（1685年）に再び開坑したものの、元禄年間（1688年～1704年）には採掘を停止した。

### 近代
1906年（明治39年）、三菱物産退社後に独立して海運業を営んでいた長谷川銈五郎は、外国人技師を招いて土肥付近で探鉱を行った。1917年（大正8年）には土肥金山株式会社を設立し、個人経営から会社経営に改めた。1931年（昭和6年）に長谷川が死去すると、土肥金山株式会社は別子銅山などを所有する住友鉱業株式会社の資本を導入した。1942年（昭和17年）に土肥金山株式会社は土肥鉱業株式会社に社名を変更し、戦時中も引き続き稼働した。

### 現代
戦後の1947年（昭和22年）には住友系列から離れて独立した。1949年（昭和24年）には北部地区（北進脈）の開発で一定の成果があった。1959年（昭和34年）には三菱金属株式会社（現・三菱マテリアル）が土肥金山の経営に参画した。
高品位鉱の鉱量枯渇や、金の固定価格制度による廉価が理由で、土肥金山は1963年（昭和38年）に採掘を中止し、1965年（昭和40年) に閉山となった。掘削した坑道の総延長は約100kmにも及び、深さは海面下180mにも達している。推定産出量は金40トン、銀400トン。1917年（大正8年）から1965年（昭和40年)では金量18,419kg、銀量213,885kgであった。

### 閉山後
1972年（昭和47年）、土肥鉱業株式会社は土肥マリン観光株式会社に社名を変更し、観光事業会社として再出発した。かつての坑道の一部を観光坑道として観光客に公開している。
1984年（昭和59年）10月24日、土肥金山が土肥町指定史跡（後に伊豆市指定史跡）に指定された。
2012年（平成24年）には伊豆半島ジオパークが日本ジオパークに認定され、土肥金山もジオサイトとして認定されている。

## 観光施設「土肥金山」
土肥金山（といきんざん）は、静岡県伊豆市土肥にある体験型観光施設。所有者は土肥マリン観光株式会社。

### 歴史
1972年（昭和47年）からテーマパークとして一般に公開している。

### 施設
坑内めぐり
坑道（総延長約100km）のうち約350メートルを公開している。坑道内では当時の鉱夫らの作業が電動の人形で再現されている。
黄金館
金山の資料館である。館内では2005年（平成17年）6月に三菱マテリアル直島製錬所（香川県直島町）で製造された250kgの巨大金塊を同年7月から展示してきた。この金塊は長さ45cm、幅22cmの底面、高さ17cmの台形で、2006年（平成18年）2月に重量世界一の金塊としてギネス世界記録にも認定された。この金塊は金相場の価格高騰により公開当初の10倍以上の価値となり、2025年（令和7年）6月16日には過去最高額の44億1900万円に達していた（同年7月1日時点では42億2600万円）。しかし、保険料の高騰など諸経費の増加に伴い、2025年（令和7年）7月末で展示を終了し、土肥マリン観光の親会社の三菱マテリアルに返却することとなった。返却後はレプリカの展示を計画している。巨大金塊の隣には12.5kgの別の金塊も展示されていたが、こちらも撤去される（2025年7月17日までの展示）。
砂金館
砂金採りの体験施設である。
本館
本館では土産物などが販売されている。

### ギャラリー

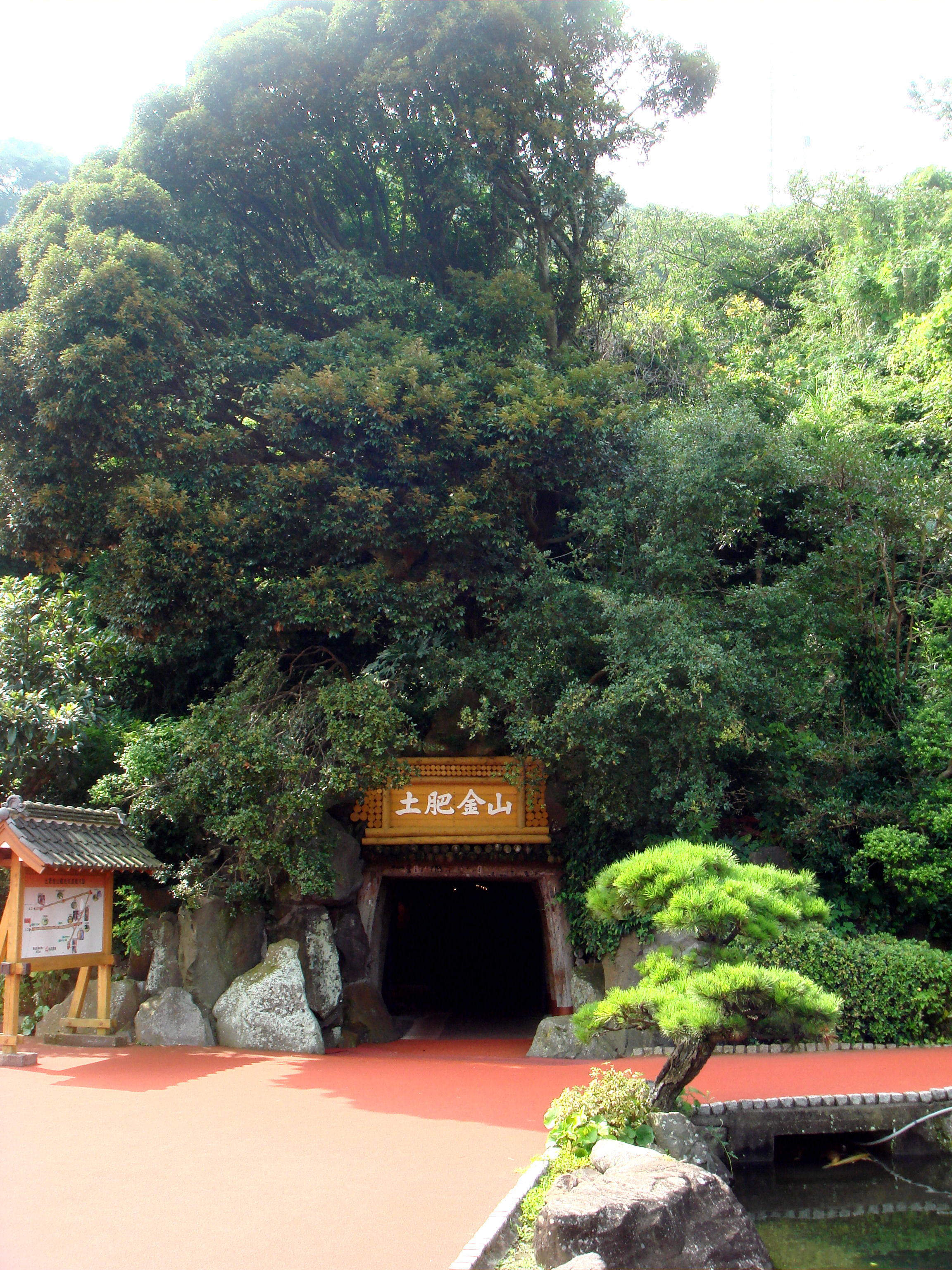
土肥金山の坑口
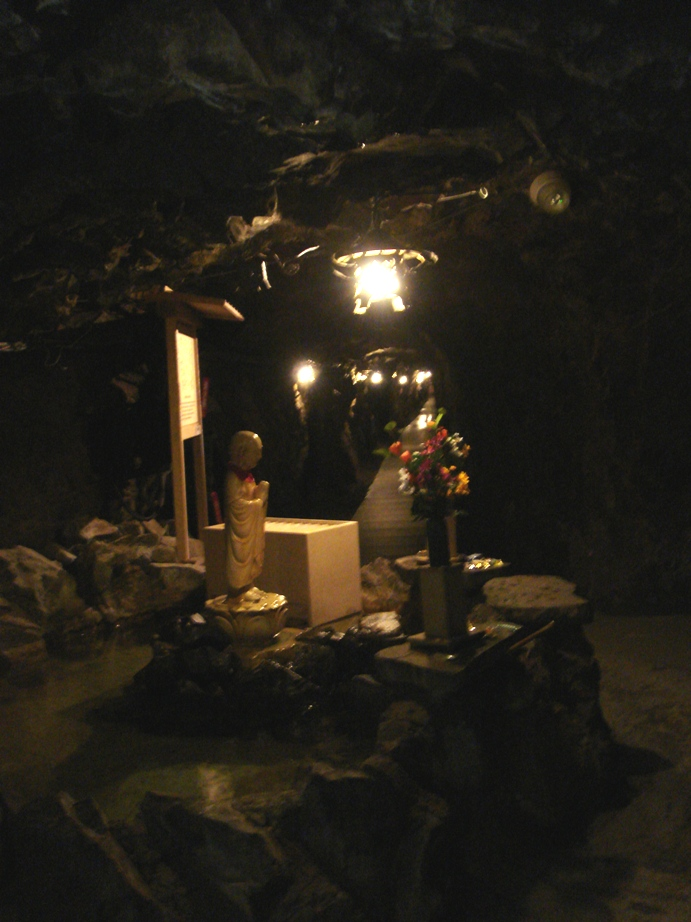
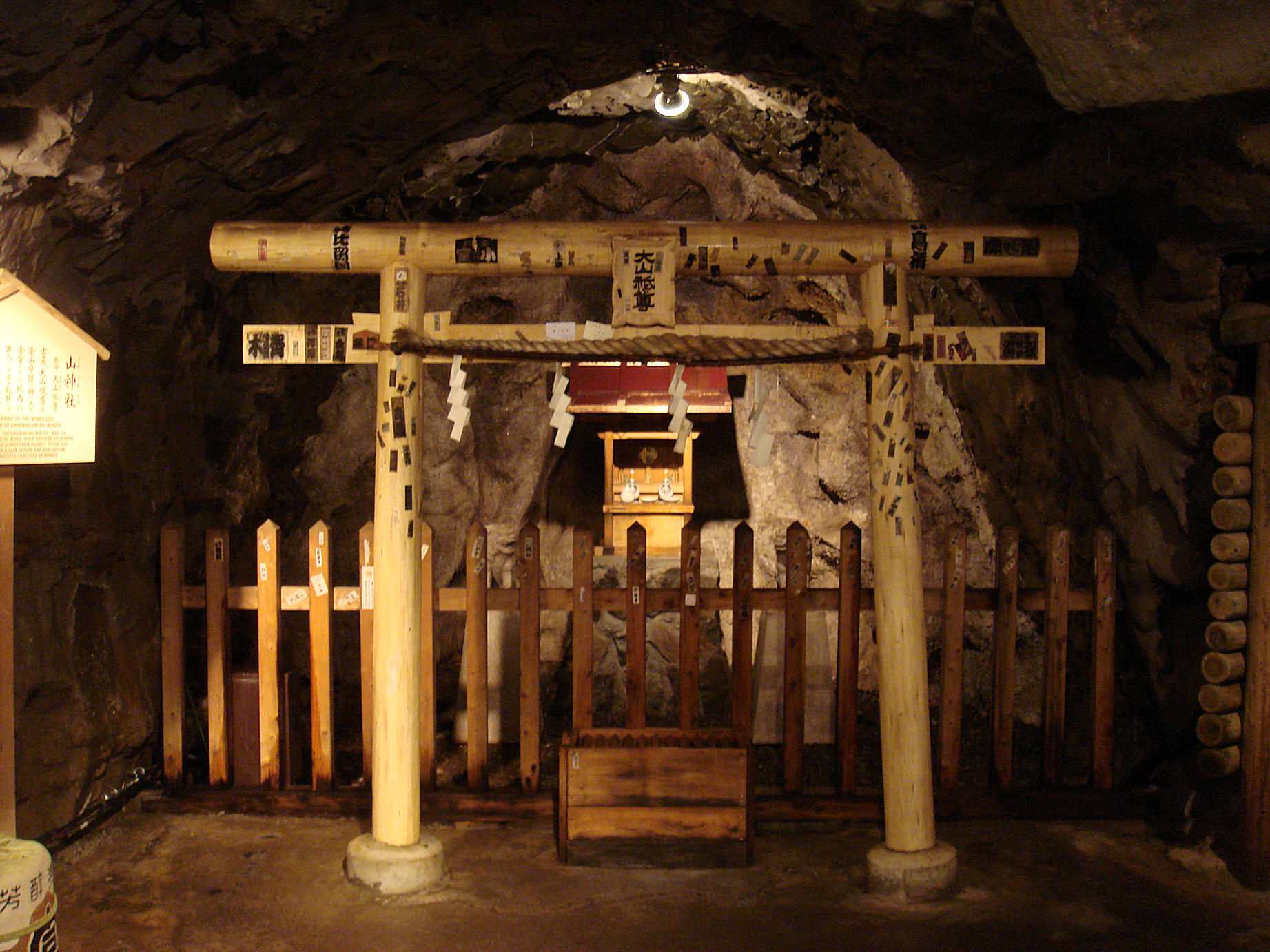
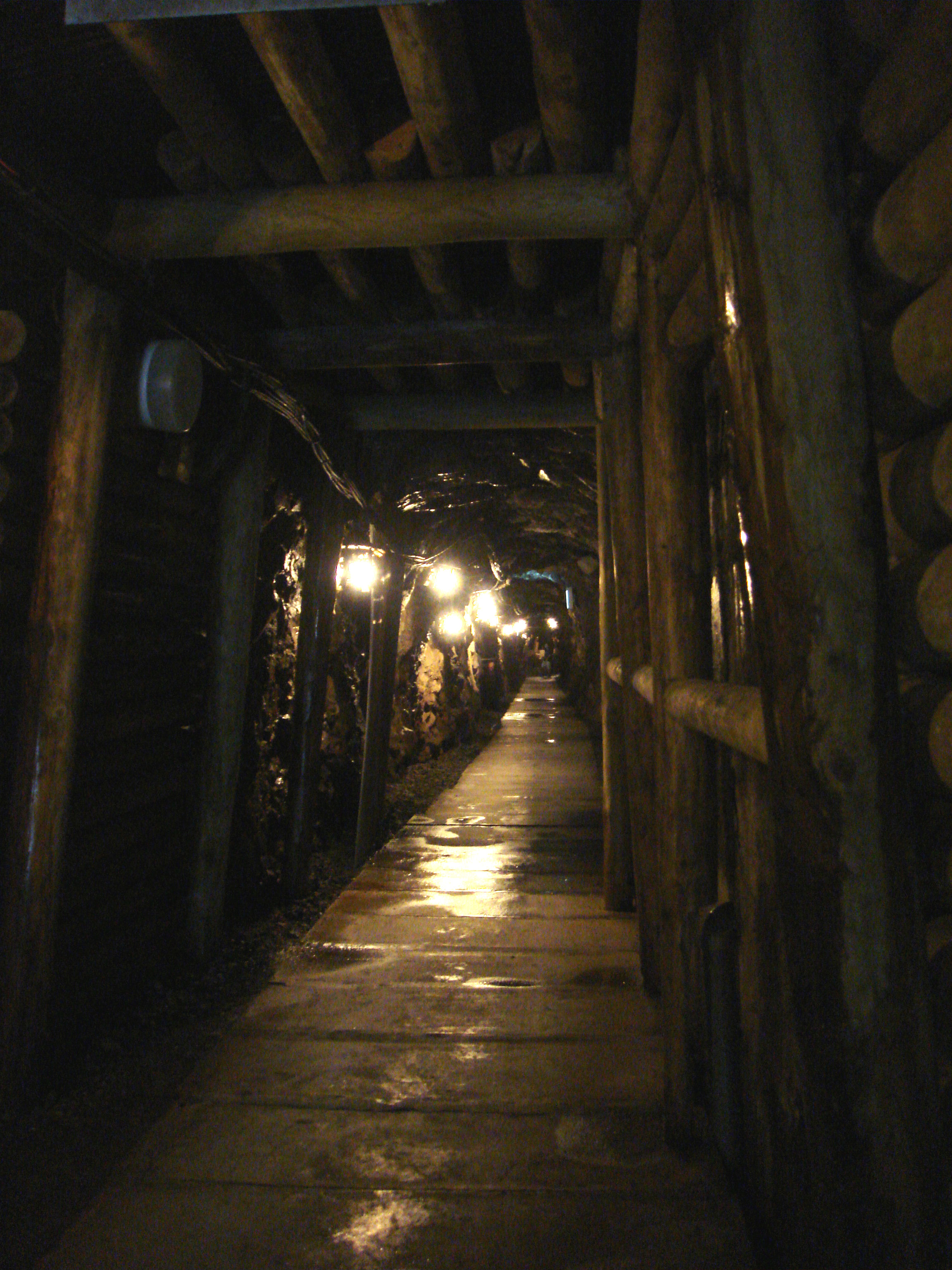
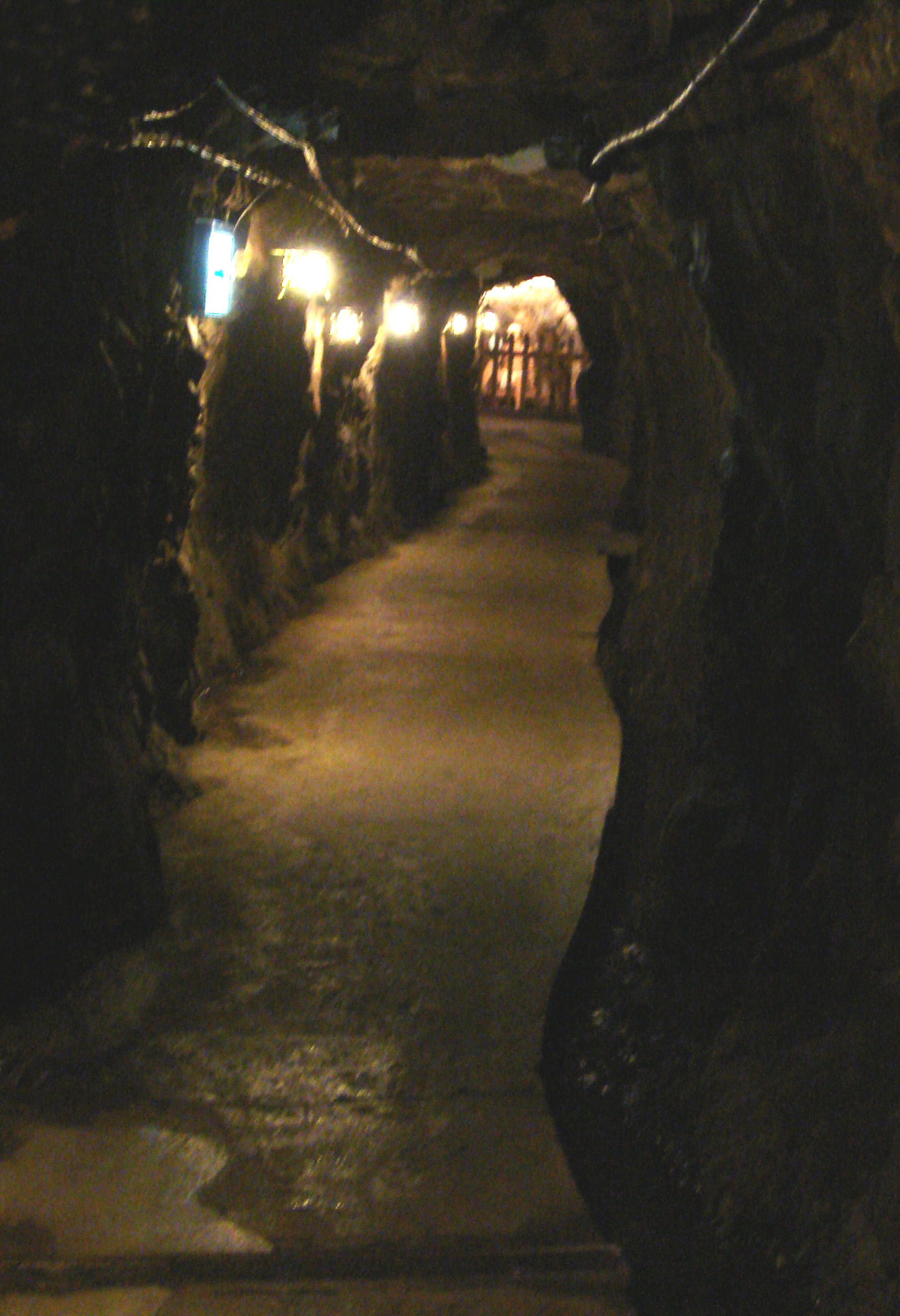
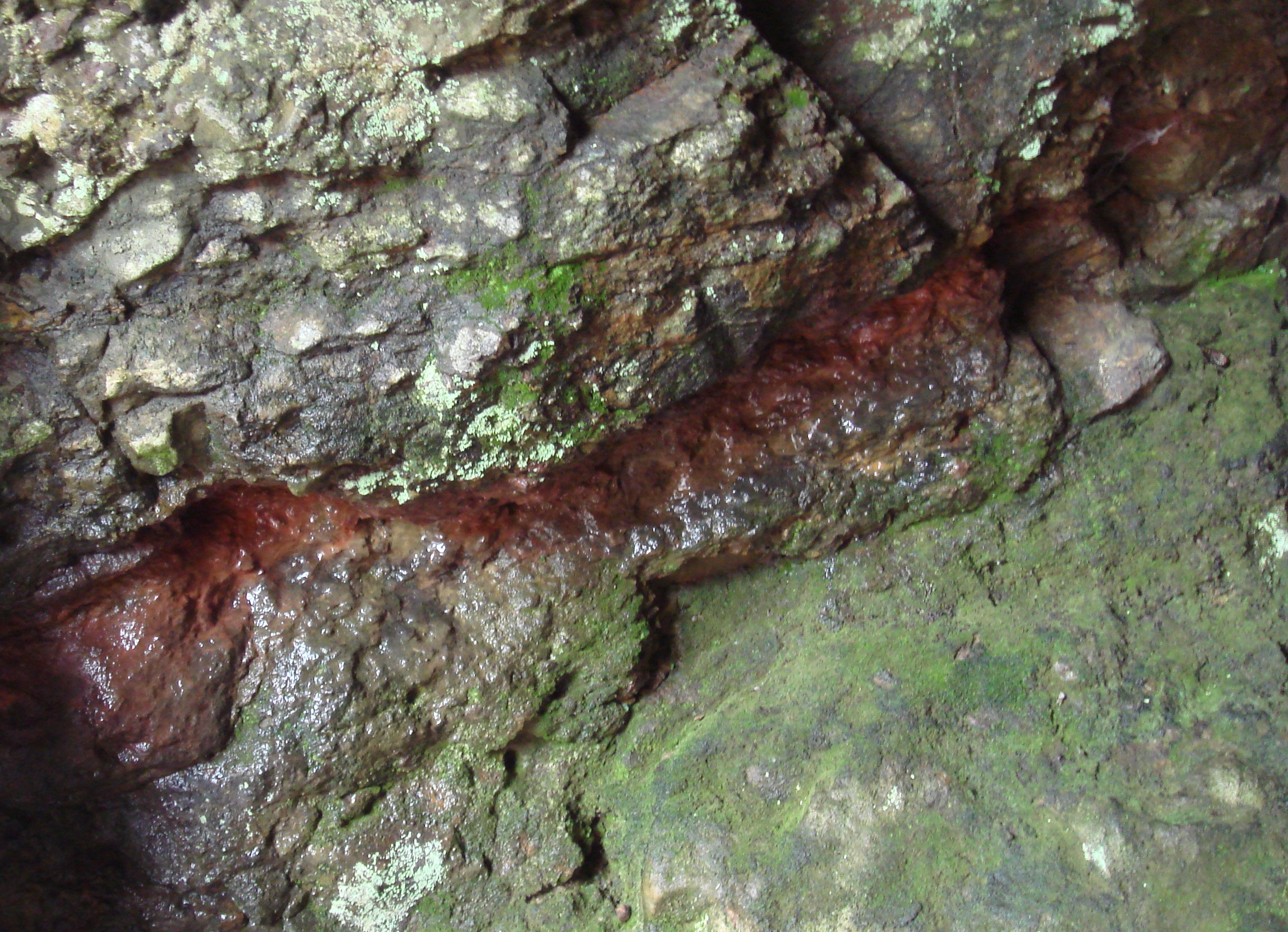
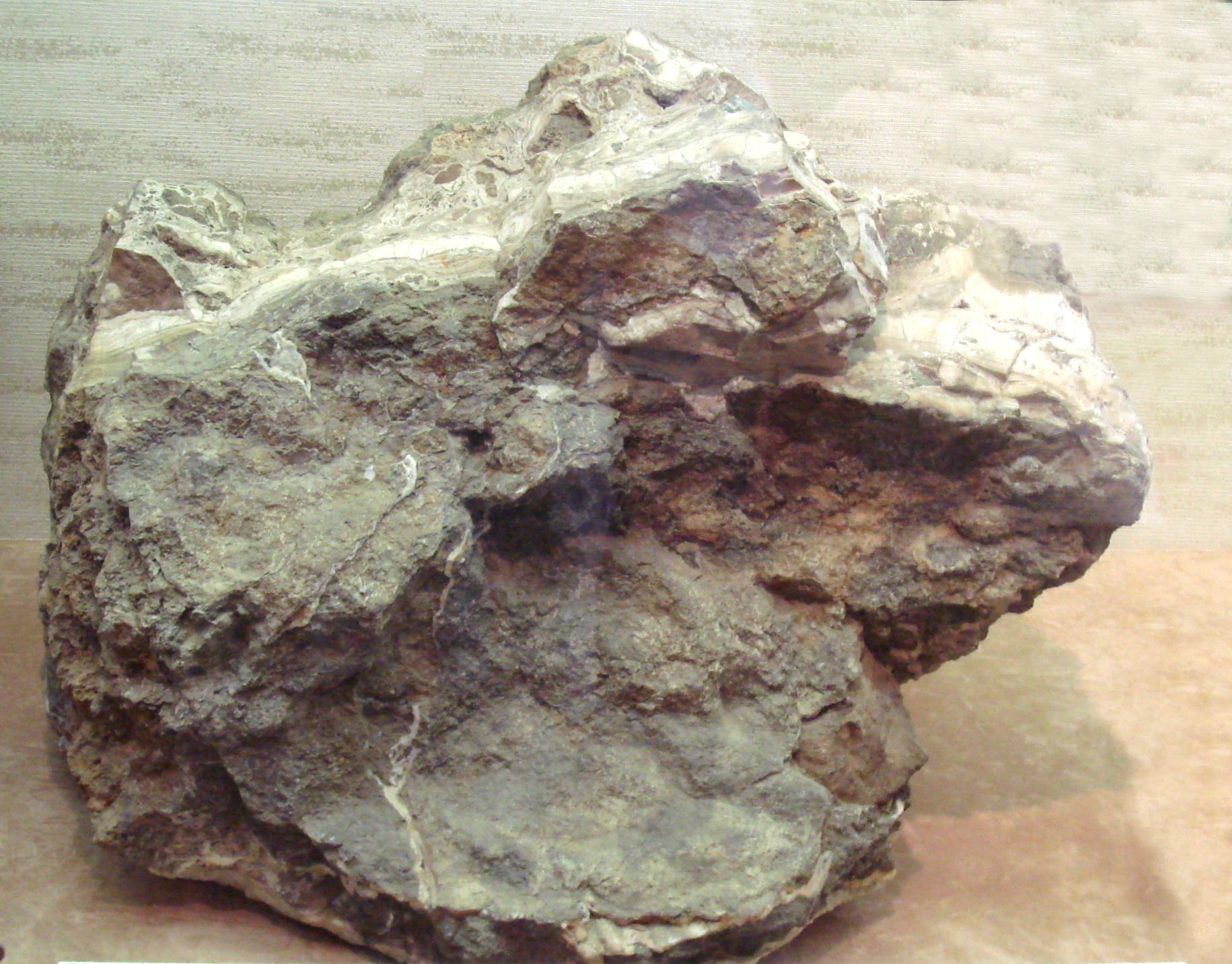
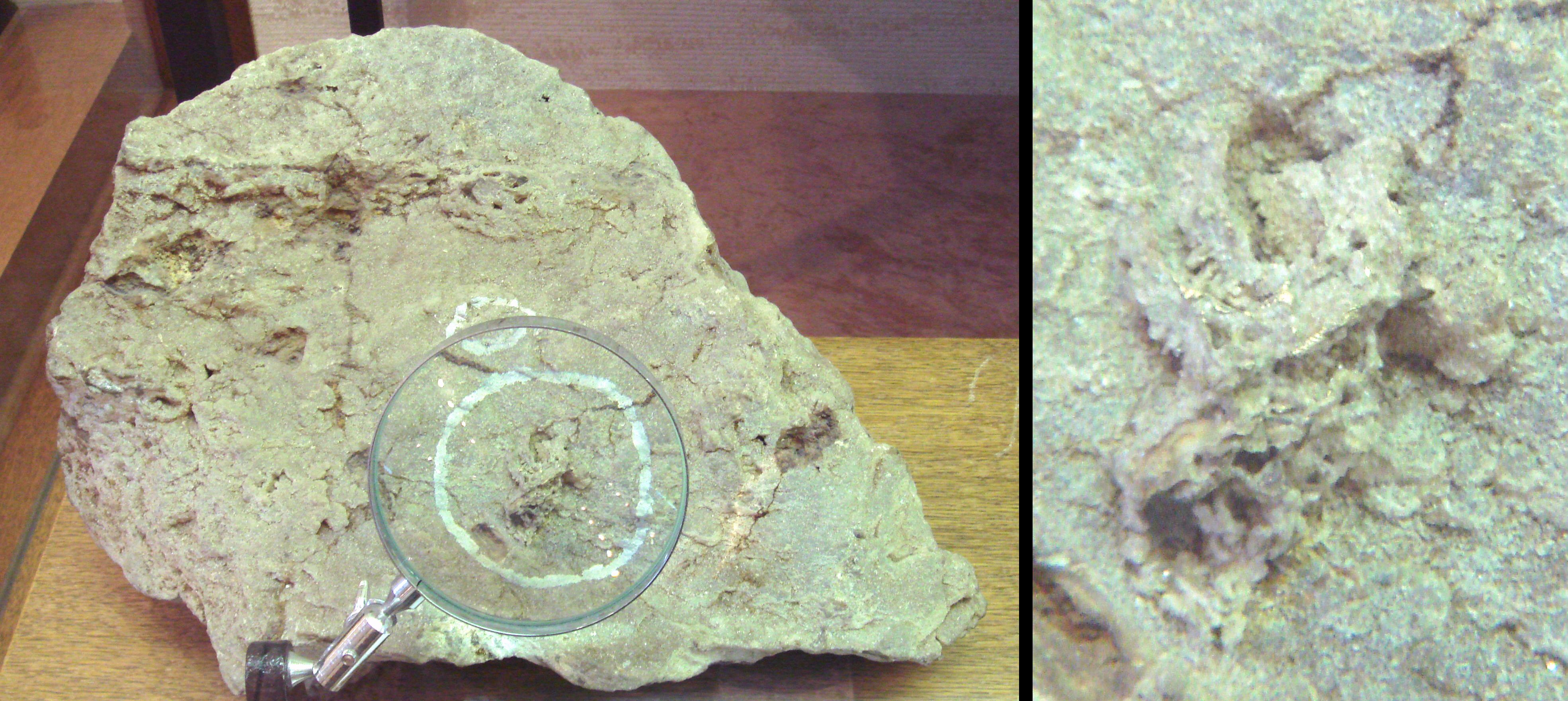
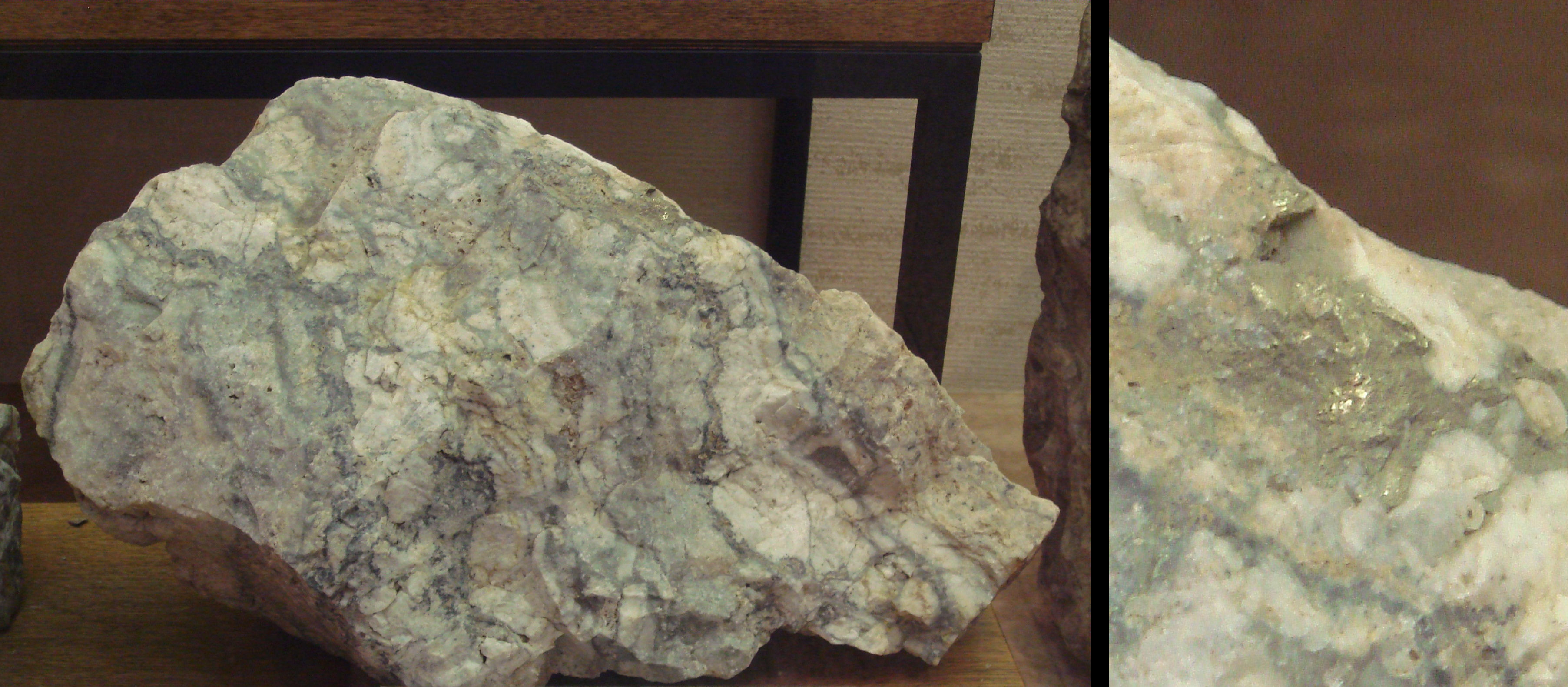
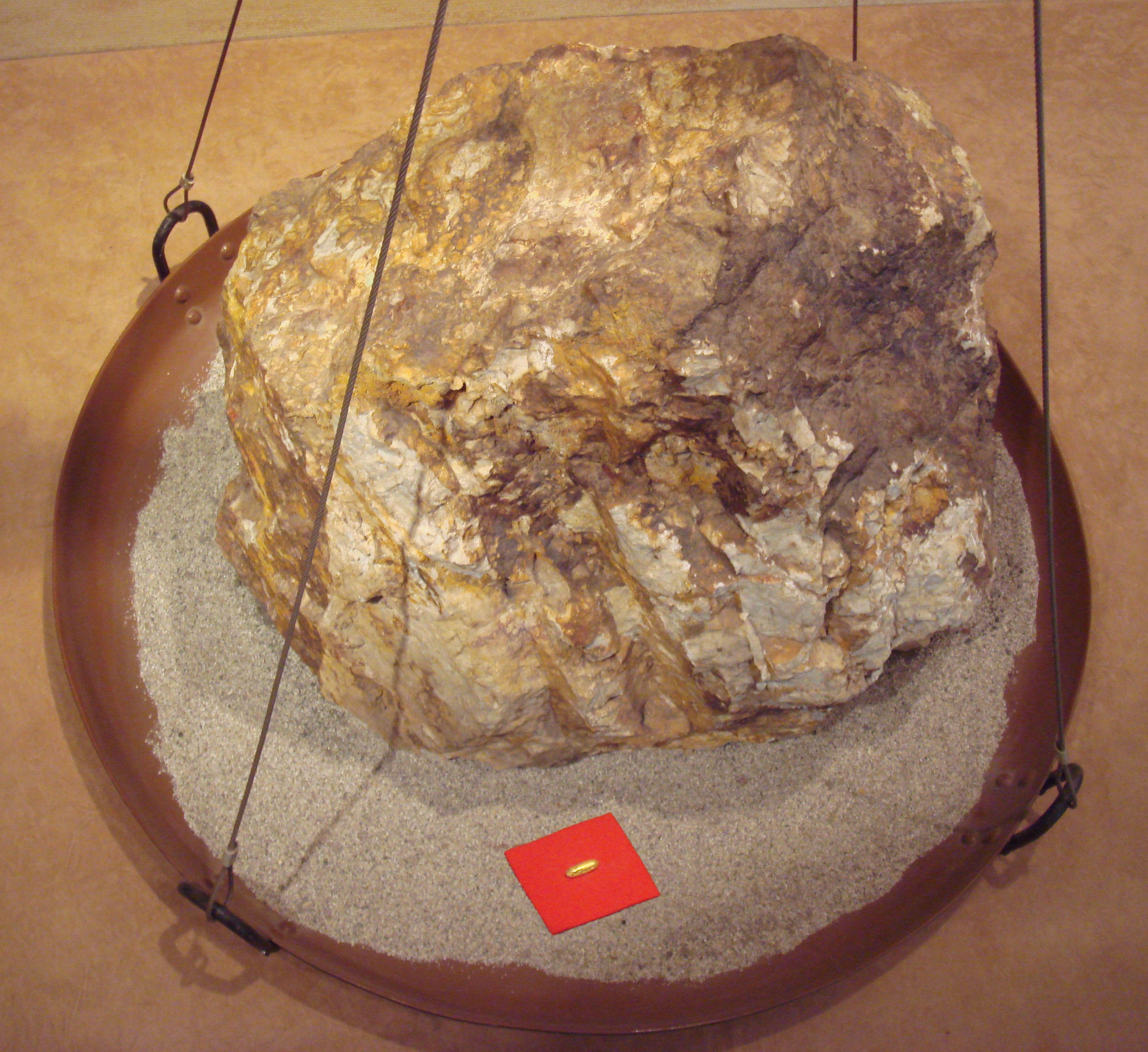
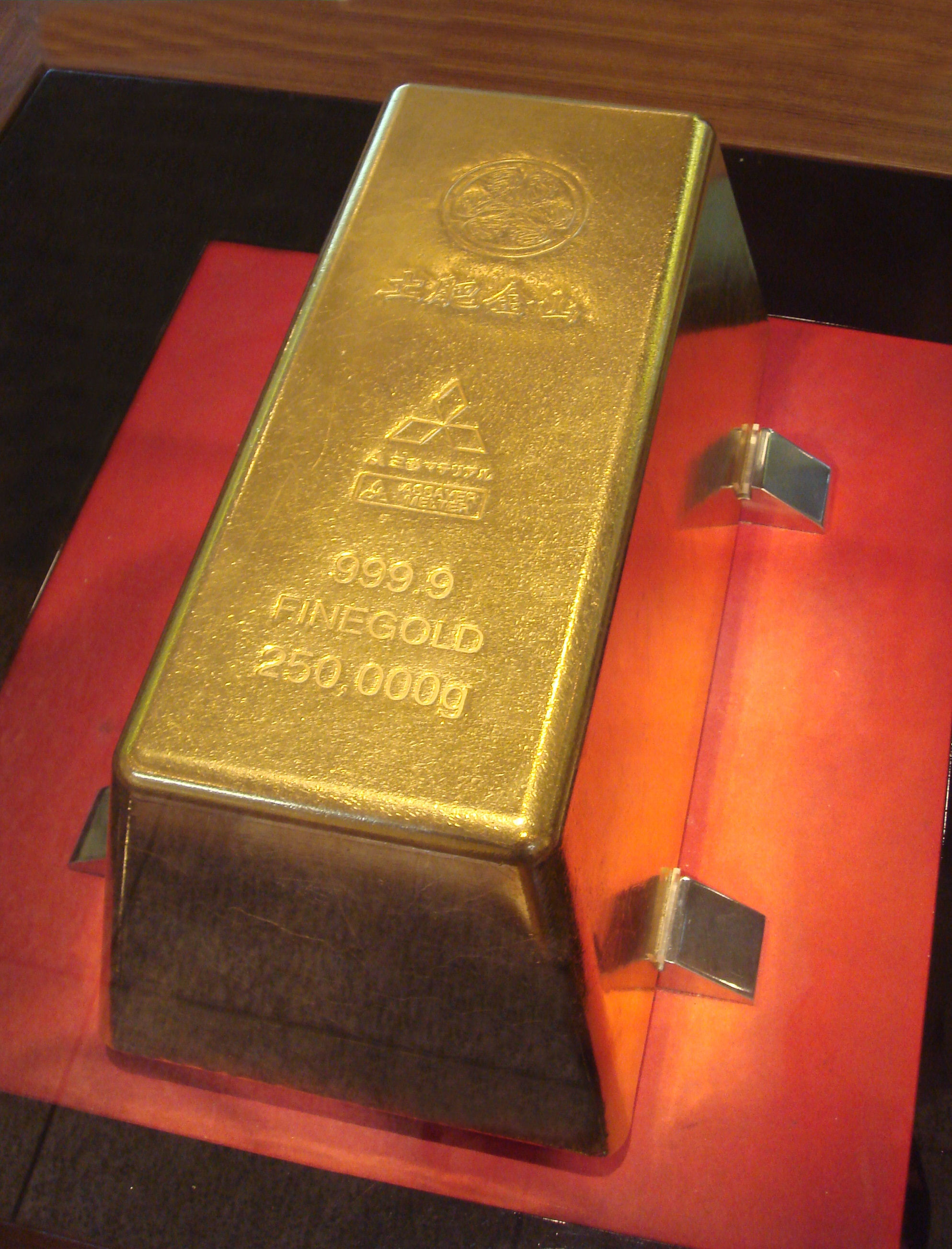

### アクセス
- 車
  - 東名高速道路 沼津ICから約80分
- 鉄道
  - 伊豆箱根鉄道 修善寺駅からバスで50分
- 船舶
  - 駿河湾フェリー：清水港 - 土肥港 約70分